# Nathan Cleverly
Nathan Cleverly est un boxeur gallois né le 17 février 1987 à Caerphilly.

## Carrière
Champion du Commonwealth puis champion britannique et champion d'Europe EBU des mi-lourds respectivement en 2008, 2009 et 2010, il devient champion du monde WBO de la catégorie le 21 mai 2011 en battant au 4e round le polonais Aleksy Kuziemski. Cleverly conserve sa ceinture le 15 octobre 2011 en battant aux points son compatriote Tony Bellew puis le 25 février 2012 aux dépens de Tommy Karpency et le 10 novembre 2012 Shawn Hawk par arrêt de l'arbitre au 8e round.
Le boxeur gallois continue sa série de succès début 2013 en dominant aux points Robin Krasniqi le 20 avril à la Wembley Arena mais le 17 août, il perd par arrêt de l’arbitre au 4e round contre le russe Sergey Kovalev. Dès lors, Cleverly enchaîne les contre-performances en s'inclinant face à Tony Bellew en 2014, Andrzej Fonfara en 2015 et Badou Jack en 2017.